# Gli allegri eroi
Gli allegri eroi (Bonnie Scotland), anche noto come Gli allegri scozzesi o semplicemente Allegri scozzesi, è un film del 1935 diretto da James W. Horne, con Stanlio e Ollio.

## Trama
Stanlio e Ollio giungono clandestinamente in Scozia, dove Stanlio sta per ricevere un'eredità. I due amici sono convinti di stare per diventare ricchi, ma l'eredità spetta in realtà alla sorellastra di Stanlio, Lorna, la quale dovrà recarsi nell'India britannica dal colonnello Gregor McGregor, comandante delle truppe coloniali, nominato suo tutore del patrimonio finché essa non compirà 21 anni.
I due scoprono che la loro parte di eredità consiste in una tabacchiera e una cornamusa. Non sapendo dove andare, decidono di restare per un po' a sbafo nell'hotel da cui, non potendo pagare il conto, vengono presto cacciati. Entrano quindi per errore nell'ufficio di reclutamento dell'esercito britannico invece che in quello del sarto, perché Ollio necessitava di un paio di pantaloni nuovi, venendo di fatto arruolati e mandati in India, nel medesimo reparto del colonnello McGregor. Decide di arruolarsi anche Alan Douglas, fidanzato di Lorna, per raggiungerla e farle una sorpresa.

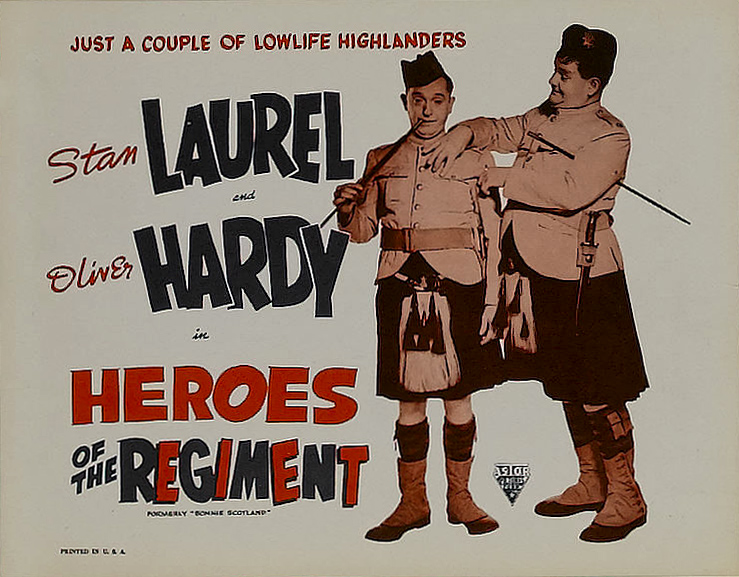
Poster del film

Grazie alle abili mosse di lady Ormsby, sorella del colonnello, la quale intercettava volutamente tutte le lettere di Alan intestate a Lorna, presto si troverà costretta a dimenticarlo, legandosi sentimentalmente a McGregor. Alan, ignaro di tutto, fa per andare a trovarla, ma la vede mano nella mano col colonnello; furioso, decide di non volerla più vedere e accetta senza indugio di partire per forte Landon, minacciato da Khan Mir Jutra. Partono con lui anche Stanlio e Ollio.
McGregor decide di organizzare uno stratagemma, mandando alcuni soldati semplici vestiti da ufficiali a pranzo con Mir Jutra, mentre i veri comandanti sarebbero rimasti al loro posto per prendere in trappola il nemico. I prescelti per la missione pericolosa sono il sergente Finlayson, Alan, Stanlio e Ollio. I quattro partono per la reggia di Mir Jutra le cui truppe, credendo di aver espugnato la roccaforte di McGregor, vengono invece sbaragliate rapidamente.
Nel frattempo, i quattro soldati falsamente ufficiali stanno pranzando con Mir Jutra. Ad un certo punto, i servitori immobilizzano i quattro soldati, credendo che Ollio sia McGregor. Ai due amici viene ordinato di suicidarsi. Ollio, capendo che la missione è riuscita e presa in mano la situazione, punta la sua arma sulla folla degli indiani, ma lascia accidentalmente partire un colpo per colpa di Stanlio che scatena un putiferio: Stanlio e Ollio, inseguiti, scappano attraverso il giardino e finiscono nella zona delle arnie, col risultato di far fuoriuscire da esse una miriade di api. Scagliando gli alveari sulla folla, riescono a sbaragliare il nemico. Lorna si ricongiunge con Alan, decisa a sposarlo, mentre Finlayson atterra i cortigiani e Mir Jutra viene ucciso. Stanlio e Ollio fuggono, inseguiti dalle api, e piombano in mezzo alle truppe scozzesi che venivano in loro soccorso, seminando il caos.

## Produzione
La pellicola è stata realizzata fra gli Hal Roach Studios e Fryman Ranch presso Laurel Canyon.

## Distribuzione
Distribuito dalla Metro-Goldwyn-Mayer, uscì nelle sale cinematografiche statunitensi il 23 agosto 1935.

### Distribuzione italiana
Il primo doppiaggio, attualmente non reperibile, è della coppia Canali-Cassola. Successivamente il film fu doppiato dalla coppia Locchi-Pandolfi, distribuito come "Gli allegri eroi"; questa è la versione col doppiaggio più noto, distribuita in vhs e DVD, nonché presso le emittenti televisive. Tuttavia la RAI negli anni '80 fece ridistribuire il film col doppiaggio integrale della coppia Garinei-Ariani e le musiche di Piero Montanari.

## Curiosità
In una scena del film, Stanlio e Ollio si riposano seduti su una panca al fresco: Stanlio, appoggiato al muro dietro di lui, fa sollevare il cappello infilandosi il dito indice in bocca e gonfiando le guance, sotto lo sguardo attonito e stupito di Ollio. La medesima scena sarà replicata nel film Totò Le Mokò del 1949, dove Totò fa sollevare la sua bombetta mentre è appoggiato ad un cancello di ferro e "soffia" una sigaretta.